# Justin Gatlin
Justin Alexander Gatlin (Nova Iorque, 10 de fevereiro de 1982) é um atleta norte-americano especialista em provas de velocidade, tricampeão mundial e campeão olímpico dos 100 metros rasos em Atenas 2004. Em 2006 foi pego no exame antidoping por excesso de testosterona e punido com oito anos longe das pistas. Posteriormente a pena foi reduzida para quatro anos. Antes da punição, Gatlin havia igualado o recorde mundial dos 100 metros do jamaicano Asafa Powell.

## Carreira
Gatlin iniciou no atletismo através da Woodham High School, em Pensacola, na Flórida. Em 2000 chegou à Universidade do Tennessee, em Knoxville, com bom desempenho nos 110 metros com barreiras. Durante o ensino médio, Gatlin foi selecionado pelos treinadores Vince Anderson e Bill Webb, que logo perceberam seu potencial e fizeram dele um velocista, onde conquistou seis títulos consecutivos da NCAA. Se profissionalizou em 2002 e apenas dois anos mais tarde, ganhou a medalha de ouro nos 100 m durante os Jogos Olímpicos de Verão de 2004 com o tempo de 9,85 segundos, batendo Francis Obikwelu, de Portugal e o então campeão olímpico e compatriota Maurice Greene. Ele também ganhou uma medalha de bronze na prova dos 200 m, e uma medalha de prata como integrante da equipe do revezamento 4x100 m. Em 2005, no Campeonato Mundial de Atletismo em Helsinque, ele novamente conquistou a medalha de ouro nos 100 m, dessa vez sobre o campeão de 2003, Kim Collins.
Em 7 de agosto de 2005, Gatlin marcou o tempo de 9,88 segundos nos de 100 m para ganhar o Campeonato Mundial em Helsinque. Ele era considerado um dos favoritos para a prova, mais ainda pela ausência do recordista mundial Asafa Powell, que não competiu devido a uma lesão. Gatlin venceu os concorrentes com a maior margem já vista nessa prova em Campeonato Mundiais, para unificar os títulos mundial e olímpico.
Gatlin também venceu os 200 m em Helsinque, tornando-se o segundo atleta na história a vencer ambas as duas provas mais rápidas do atletismo um único Campeonato Mundial (o primeiro foi Maurice Greene durante o campeonato de 1999 em Sevilha).
Em 12 de maio de 2006, Gatlin, correndo no meeting de Doha, Qatar, igualou o recorde mundial dos 100 m em 9,77 s (marca de 2005 por Asafa Powell, da Jamaica). Originalmente foi relatado que ele tinha batido o recorde, com um tempo de 9,76 segundos, com 1,7 m/s de vento. No entanto, em 16 de maio a IAAF revelou que seu tempo tinha sido 9,766 segundos, sendo posteriormente arredondado para 9,77 em conformidade com os regulamentos.

## Doping
Em 2001, Gatlin foi banido das competições internacionais por dois anos, após testar positivo por consumo de anfetaminas. Ele apelou da decisão, alegando que o teste positivo foi devido à medicação que ele vinha tomando desde a sua infância, quando foi diagnosticado com transtorno do déficit de atenção com hiperatividade. O apelo resultou em uma reintegração antecipada pela IAAF.
Em 29 de julho de 2006, Gatlin comunicou à mídia que havia sido informado pela agência antidoping dos Estados Unidos (USADA) que ele tinha testado positivo para doping em abril do mesmo ano. No entanto ele fez questão de afirmar a sua inocência, alegando que nunca utilizaria quaisquer substâncias proibidas.
Gatlin era treinado por Trevor Graham e oito de seus alunos tiveram resultados positivos ou recebido proibições para substâncias dopantes. Graham declarou em uma entrevista que Gatlin tinha sido sabotado. Especificamente, ele culpou o massagista Christopher Whetstine, que teria receitado um creme com testosterona para Gatlin, sem seu conhecimento. O terapeuta negou esta afirmação.
Em 22 de agosto de 2006, Gatlin concordou com a punição de oito anos do atletismo, evitando uma proibição perpétua em troca de sua cooperação com as autoridades de doping, e por causa das "circunstâncias excepcionais" que cercam seu primeiro teste positivo em 2001. No entanto, em 31 de dezembro de 2007, na decisão final, Gatlin teve a proibição reajustada para quatro anos. Além disso, sua marca de 9,77 nos 100 m foi anulada.

## Retorno
Gatlin retornou as competições oficiais de atletismo após quatro anos de suspensão na Estônia, vencendo a prova de 100 metros em Rakvere, com a marca de 10,24 segundos.
Nos Jogos Olímpicos de Londres, ficou com o bronze nos 100 m rasos, atrás dos jamaicanos Usain Bolt e Yohan Blake. No ano seguinte, conquistou a prata na mesma prova no Campeonato Mundial de Atletismo em Moscou, atrás de Bolt e uma segunda medalha de prata no último dia de competição, integrando o revezamento 4x100 m norte-americano.
Em Londres 2012, perdeu o esperado duelo com Usain Bolt nos 100 m, ficando com a medalha de bronze atrás de Bolt e Yohan Blake. Perdeu a medalha de prata obtida com a equipe do revezamento 4x100 metros após a desclassificação de Tyson Gay, em maio de 2015, quase três anos após os Jogos, por este ter sido flagrado no exame antidoping por uso de esteroides.
Mesmo enfrentando todos estes problemas e condenações por dopagem e visto com desconfiança pela mídia e pela comunidade do atletismo, depois de várias vitórias na primeira metade de 2015 nos 100 e 200 m rasos, fazendo os melhores tempos da temporada nas duas distâncias, conquistou a medalha de prata nas duas provas no Mundial de Pequim 2015, em ambas derrotado por Usain Bolt.
Nos Jogos Olímpicos do Rio 2016, mais uma vez competiu contra Usain Bolt na final de uma prova olímpica dos 100 metros rasos, ficando com a medalha de prata com a marca de 9.89, na última e terceira vitória consecutiva de Bolt nesta prova. Nos 200 metros foi eliminado nas semifinais.
No Campeonato Mundial de Atletismo de 2017, em Londres, Gatlin finalmente derrotou Usain Bolt, conquistando o ouro e o título de campeão mundial dos 100 m pela segunda vez, doze anos depois de Helsinque, com a marca de 9,92s. No campeonato mundial seguinte, em Doha 2019, ficou com a medalha de prata, com um tempo mais rápido que o ouro de Londres – 9.89 – e o mesmo que lhe deu a prata na Rio 2016. Ganhou mais uma medalha de ouro integrando o revezamento 4x100 metros, prova que a equipe norte-americana não vencia em Mundiais desde Osaka 2007.